# الحلبة (الشعر)

تعديل مصدري - تعديل

الحلبة محلة تابعة لقرية رديع، التابعة لعزلة العبس بمديرية الشعر إحدى مديريات محافظة إب في الجمهورية اليمنية، بلغ تعداد سكانها 78 حسب تعداد اليمن لعام 2004.